# MAD DOG
『MAD DOG』（マッド・ドッグ）は、西城秀樹のオリジナル・アルバム。1991年4月21日にD.O.G HOUSEから発売された。

## 内容
シングル「走れ正直者」と同時発売されたオリジナル・アルバム。アルバムタイトルは織田の楽曲「Mad Dog」をカバーしたことから。
織田哲郎が全曲のプロデュースを担当し、唯一のビーイング絡みで行ったオリジナル・アルバム。
1980年に発売された織田哲郎&9th IMAGEのアルバム『DAY and NIGHT』に収録されている「Dreamer」を、西城がテレビの音楽番組でカバーして歌った。織田はこの事を知り、一時は諦めかけていた音楽家としての人生をやり直す気持ちになったという。
西城のデビュー20周年記念コンサート『HIDEKI SAIJO CONCERT TOUR '91 FRONTIER ROAD』においてアルバム中の各楽曲が披露。このコンサートには織田もバンド・メンバーとして参加、リードギターを務めている。
2018年5月16日、西城は急性心不全のため63歳で死去したため、自身にとって事実上最後のオリジナルアルバムとなった。

## 収録曲
| #   | タイトル                         | 作詞           | 作曲       | 編曲              |
| --- | -------------------------------- | -------------- | ---------- | ----------------- |
| 1.  | 「Rock Your Fire」               | サエキけんぞう | 織田哲郎   | 織田哲郎          |
| 2.  | 「Mad Dog」                      | 織田哲郎       | 織田哲郎   | 織田哲郎          |
| 3.  | 「蒼い月の悪戯」                 | サエキけんぞう | 上邑博     | 上邑博            |
| 4.  | 「Shinin' Heart」                | 鈴里風太       | 西村麻聡   | 西村麻聡 織田哲郎 |
| 5.  | 「きみの男」                     | 奥田民生       | 奥田民生   | 上邑博            |
| 6.  | 「Bad Angel」                    | サエキけんぞう | 西村麻聡   | 明石昌夫          |
| 7.  | 「ハッピー・エンドをぶっとばせ」 | 小田佳奈子     | 寺尾広     | 寺尾広            |
| 8.  | 「Good-By My Girl」              | 鈴里風太       | 葉山たけし | 葉山たけし        |
| 9.  | 「潮騒」                         | 亜蘭知子       | 織田哲郎   | 織田哲郎          |
| 10. | 「走れ正直者」                   | さくらももこ   | 織田哲郎   | 織田哲郎          |

## 参加ミュージシャン
- 織田哲郎 - ギター、キーボード、シンセサイザー、コーラス
- 上邑博 - シンセサイザー、プログラミング
- 小野塚晃 - ピアノ
- 西村麻聡（FENCE OF DEFENSE） - キーボード、シンセサイザー
- 勝田かず樹 - サックス
- 坪倉唯子（B.B.クィーンズ） - コーラス
- 松永俊弥 - ドラム
- バカボン鈴木 - ベース
- Pic - コーラス
- 鈴木英俊 - ギター
- 明石昌夫 - ベース、シンセサイザー、コーラス
- 葉山たけし - ギター、シンセサイザー
- 渡辺直樹 - ベース